# Ángel Javier Pérez Pueyo
Ángel Javier Pérez Pueyo (Ejea de los Caballeros, 18 agosto 1956) è un vescovo cattolico spagnolo, dal 27 dicembre 2014 vescovo di Barbastro-Monzón.

## Biografia
Ángel Javier Pérez Pueyo è nato a Ejea de los Caballeros il 18 agosto 1956 da Rodrigo (1924-2012) e Carmen (1929-2005).

### Formazione e ministero sacerdotale
Nel 1966 è entrato nel seminario minore di Saragozza e nel 1972 è stato ammesso al seminario maggiore della stessa città. Nel 1974 ha iniziato gli studi ecclesiastici nel Centro Regionale di Studi Teologici dell'Aragona (CRETA). Nel 1977 si è trasferito a Salamanca ed è entrato nella casa di formazione della Fraternità dei sacerdoti operai diocesani del Sacro Cuore di Gesù. Nel 1979 ha completato gli studi ed è entrato a far parte a tutti gli effetti della stessa fraternità sacerdotale. Ha ottenuto la laurea in filosofia e scienze dell'educazione presso l'Università di Salamanca.
Il 19 marzo 1980 è stato ordinato presbitero per l'arcidiocesi di Saragozza a Plasencia. Dal 1980 al 1990 è stato formatore e professore nei seminari di Tarragona e nell'aspirantato minore della Fraternità dei sacerdoti operai diocesani del Sacro Cuore di Gesù a Salamanca. Dal 1990 al 1996 è stato membro del consiglio centrale e coordinatore pastorale della sua Fraternità. Ha anche collaborato con i corsi per formatori di diversi seminari in America Latina e in quelli organizzati dalla commissione episcopale per i seminari della Conferenza episcopale spagnola.
Nel luglio del 1996 la XIX assemblea generale lo ha eletto direttore generale della sua Fraternità. Nel 2002 la XX assemblea generale tenutasi presso il Pontificio Collegio Spagnolo di San Giuseppe a Roma lo ha confermato per un altro sessennio a maggioranza assoluta in prima votazione. Nel settembre del 2008, scaduto il suo mandato di direttore generale, è stato nominato segretario tecnico della commissione episcopale per seminari e le università della Conferenza episcopale spagnola. Il 2 agosto 2013 la Congregazione per il clero lo ha nominato rettore del Pontificio Collegio Spagnolo di San Giuseppe a Roma.

### Ministero episcopale
Il 27 dicembre 2014 papa Francesco lo ha nominato vescovo di Barbastro-Monzón. Ha ricevuto l'ordinazione episcopale il 22 febbraio successivo dal cardinale Ricardo Blázquez Pérez, arcivescovo metropolita di Valladolid, co-consacranti l'arcivescovo metropolita di Saragozza Vicente Jiménez Zamora e il vescovo emerito di Barbastro-Monzón Alfonso Milián Sorribas.
Fin dal principio dall'inizio del suo ministero episcopale ha posto al centro il popolo di Dio avendo per obiettivo avvicinare ogni persona a Dio, fonte e donatore di vita.
A causa della carenza di sacerdoti autoctoni e della loro età media elevata ha siglato accordi con alcune diocesi dell'America Latina. Esse inviano in Spagna alcuni sacerdoti per un triennio, rinnovabile una sola volta.
Per semplificare la struttura della diocesi ha ridotto gli arcipresbiterati a quattro (Sobrarbe-Ribagorza, Somontano, Cinca Medio-La Litera e Bajo Cinca) e favorito una maggiore unità di azione pastorale. Ha avviato la modernizzazione della gestione della curia e offerto una totale trasparenza economica.
In diocesi ha promosso la figura degli "animatori della comunità" che sono chiamati a guidare "gruppi di missione" composti da sacerdoti, consacrati e laici. In questo modo in ogni comunità, per quanto piccola, non mancano l'Eucaristia e la Parola di Dio. I diversi "delegati pastorali", per lo più laici, sono accompagnati da un sacerdote che funge da consigliere.
Nel dicembre del 2021 ha compiuto la visita ad limina.
In seno alla Conferenza episcopale è membro della commissione per i laici, la famiglia e la vita dal marzo del 2020. In precedenza è stato membro delle commissioni per le missioni e la cooperazione tra le Chiese e per la pastorale sociale dal marzo del 2017 al 2020.
Oltre allo spagnolo, parla anche l'italiano e il catalano.

## Genealogia episcopale
La genealogia episcopale è:
- Cardinale Scipione Rebiba
- Cardinale Giulio Antonio Santori
- Cardinale Girolamo Bernerio, O.P.
- Arcivescovo Galeazzo Sanvitale
- Cardinale Ludovico Ludovisi
- Cardinale Luigi Caetani
- Cardinale Ulderico Carpegna
- Cardinale Paluzzo Paluzzi Altieri degli Albertoni
- Papa Benedetto XIII
- Papa Benedetto XIV
- Papa Clemente XIII
- Cardinale Marcantonio Colonna
- Cardinale Giacinto Sigismondo Gerdil, B.
- Cardinale Giulio Maria della Somaglia
- Cardinale Carlo Odescalchi, S.I.
- Cardinale Costantino Patrizi Naro
- Cardinale Serafino Vannutelli
- Cardinale Domenico Serafini, Cong.Subl. O.S.B.
- Cardinale Pietro Fumasoni Biondi
- Cardinale Antonio Riberi
- Cardinale Ángel Suquía Goicoechea
- Cardinale Antonio María Rouco Varela
- Cardinale Ricardo Blázquez Pérez
- Vescovo Ángel Javier Pérez Pueyo, S.O.D.